# Carl Kristian Schmidt
Carl Kristian Schmidt, född 28 oktober 1792 i Mariestad, död 30 juli 1872 i Stockholm, var en svensk jurist och publicist.

## Biografi
Schmidt började studera i Lund 1811 och blev 1813 auskultant i Göta hovrätt och 1818 vice häradshövding. År 1821 utnämndes han till fiskal i Hovrätten över Skåne och Blekinge, 1823 till assessor och 1840 till hovrättsråd. År 1845 förordnades Schmidt till arbetande ledamot av  lagberedningen, efter att redan 1841 ha deltagit i beredningens arbeten. Samma år utnämndes han till justitieråd och tog 1858 avsked ur statens tjänst.
Vid sidan om sin ämbetsmannaverksamhet, ägnade han sig flitigt åt journalistik och 1830–1844 var han medarbetare i tidningen Skånska posten samt 1838–1843 ansvarig utgivare och redaktör för Kristianstads läns hushållstidning. I egenskap av delägare var Schmidt 1830 aktiv vid starten av tryckeriet Schmidt & C:o.
Han utgav även Juridiskt arkif (1830–1862) samt Juridiska föreningens tidskrift.
År 1848 tilldelades han Carl XIII:s orden. Schmidt jordfästes i Klara kyrka och gravsattes på Norra begravningsplatsen utanför Stockholm.